# The Coward's Atonement
The Coward's Atonement est un film muet américain réalisé par Francis Ford et sorti en 1913.

## Fiche technique
- Réalisation : Francis Ford
- Scénario : Grace Cunard, d'après son histoire
- Durée : 20 minutes
- Date de sortie : États-Unis : 26 février 1913

## Distribution
- Francis Ford
- Ray Myers : Harry
- William Clifford
- Ethel Grandin : Irene
- Grace Cunard
- Sherman Bainbridge